# 石黑达昌
石黑达昌（日语：／，1961年9月5日—），日本科幻小说家，医学家。毕业于东京大学医学部，德克萨斯大学MD安德森肿瘤中心副教授。所著科幻小说有《冬至草》等。

## 简历
出生于北海道深川市。东京学艺学校高中毕业，东京大学医科大学毕业。1989年凭借《终映》获得第8届凯恩新人奖。1994年凭借《博士》获得第110届芥川龙之介奖提名。《平成三年5月2日，因后天免疫不全症候群仙逝的明寺仲彦博士，暨……》获得第16届野间文学新人奖提名。1996年以《94627》获第九届三岛由纪夫奖提名。2001年，《食人病》获得第32届星云奖日本短篇小说类提名。2002年凭借《至午夜》获得第126届芥川龙之介奖提名。2003年，《机房宝谷》为第34届星云奖国内短篇小说类参考候选。2005年凭借《直到瞑目的短短瞬间》获得第132届芥川龙之介奖提名。

## 作品
石黑的处女作《最终上映》获第八届海燕新人文学奖，成名作《平成三年5月2日，因后天免疫不全症候群仙逝的明寺仲彦博士，暨……》获1994年芥川奖提名并得到大江健三郎的好评。
小说集《冬至草》于2014年译成中文，包括6篇短篇。《冬至草》写二战时的日本，半井发现了一种以人血为营养的植物，它的生长会排斥周围其他植物。这种植物被命名为冬至草。半井和助手张本被军方批准从事秘密研究，用自己的血饲养它，发现它有吸收并浓缩铀的功能，并且越营养不良的血液越能促使它兴旺。他们沉迷于研究，为此耗尽一切，直到日本战败。《希望海鞘》写丹尼为拯救已被宣布不治的女儿，自己研究癌症，并在一座海岛的餐厅找到一种分泌抗癌物质的海鞘。他拯救了女儿，但使这种海鞘灭绝，并害死了恩人和自己。《手心的月亮》写“我”在一次观星中，让月亮粘在了手上。除了一个曾在满洲服役的老兵，其他人都看不到。《D·摩尔事件》写一位不幸但沉迷工作的女研究员简为了使人看到传说中的“妖精”而制造了一种病毒，使许多人视网膜发生幻觉看到火球。这种病毒能够致癌，她自己也因此殒命。《直到瞑目的短短瞬间》写“我”给患癌的妻子误用新药加速其死亡，伤心之下带女儿回乡下接管了父亲的诊所，观察着来来往往的病人。《阿布萨尔特评传》写一个科学狂人以编造的数据得出了磷酸化酶的级联理论这一诺奖级发现，他却坚称为了真理这么做是合理的。

## 主题
石黑达昌的作品对人类的心理困惑和自我防御机制有很深的关切，反战思想也是常见的主题。《手心的月亮》中，主人公幻想月亮粘在了自己的手心，以此来抵御现实的痛苦烦闷。这个月亮，除了“我”以外只有一个二战老兵能够见到，它与战争中死亡的那些冤魂相映照，暗示着日本普通民众对战争的淡忘。《冬至草》中那种罕见的植物，实际上隐喻着日本的军国主义精神，它消耗着国民的精神、制造美丽的幻觉。然而由于过度排外，最终也导致自身的灭亡。半井由于那种民族主义狂热，为冬至草而疯狂，而村民们也认为他们是在献身国家。这种心理也传染了实为朝鲜奴工的张本，使他压抑了对日本人的恨。小说展现了战争的残酷和普通民众的愚昧。而《直到瞑目的短短瞬间》中，幻想色彩实际上很低，冷静的写出了人性的麻木。